# Sahul

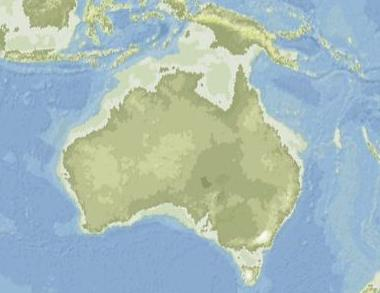
Extensión de las tierras emergidas durante la última glaciación, en la que el nivel del mar estaba unos 150 m. más bajo, así como la localización de glaciares (en blanco) en Tasmania y el sudeste de Australia continental.

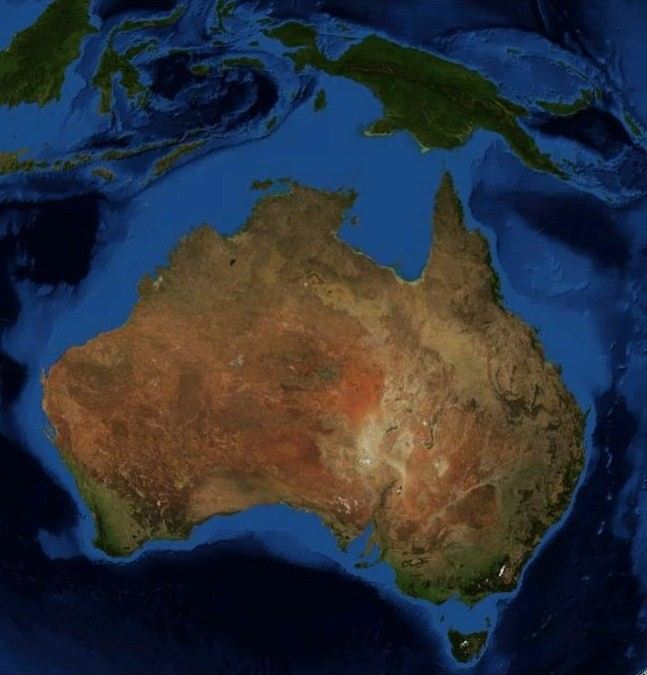
Composición digital CGI que muestra la plataforma continental que une a Australia continental, Nueva Guinea y Tasmania.

Sahul, también llamado continente australiano, es una región geográfica situada en el continente Oceanía, conformada por Australia continental, Tasmania, Nueva Guinea y diversas islas adyacentes como las islas Aru y las Raja Ampat. A pesar de que Australia continental está separada de Nueva Guinea por el estrecho de Torres y de Tasmania por el de Bass, las tres masas de tierra son las partes emergidas de la misma plataforma continental y están muy relacionadas desde los puntos de vista biológico, geológico y antropológico.
Las islas de Nueva Zelanda no son consideradas parte de Sahul, sino de Zelandia, pero para otros propósitos vinculados con la biogeografía se agrupan en Australasia.

## Sólo Australia
El continente de Australia a veces se define como que incluye Australia continental y las islas circundantes, incluida Tasmania, lo que lo convierte en el continente más pequeño del mundo. Cuando se utiliza esta definición, Australia es el único continente del mundo que está gobernado por un solo  estado nacional, Australia.
Cuando se define solo como Australia, el continente tiene un tamaño aproximado de 7 690 000 kilómetros cuadrados (2 970 000 millas cuadradas). Es el continente más bajo del mundo, su punto más alto es el monte Kosciuszko con una elevación de 2228 metros (7310 pies), el punto más bajo es el lago Eyre, que está a 15 metros (49 pies) por debajo del nivel del mar, y el promedio del continente la elevación es de 330 metros (1080 pies).

## Uso del término

### Plataforma continental Sahul
La historia del término se remonta al siglo XVII en que figuraba en mapas holandeses como Sahull o Sahoel, para referirse a los bancos de arena entre Australia y Timor.: 26  La plataforma continental fue establecida en 1845 con el nombre de Gran Banco Australiano por G.W. Earl quien notó que había canguros tanto en Australia como en Nueva Guinea y las islas Aru. En 1919 se rescató el término Sahul por el geólogo holandés Molengraaff.

### Continente Sahul
En la historia geológica de la Tierra, se denomina continente Sahul a la continuidad terrestre Australia-Tasmania-Nueva Guinea,: 26  dado que estaban unidos por las tierras emergidas durante el Pleistoceno. Antes de 1970 se le llamó Australasia, en los 70 Gran Australia y finalmente en 1975 se extendió el nombre Sahul tanto para la plataforma como para el antiguo continente.

### Región de Sahul y el continente Australia
El llamado continente australiano equivale geográficamente a Sahul. No existe actualmente uniformidad de criterios para definir el número y la naturaleza de los continentes de la Tierra, por lo que en otras culturas o lenguas como el inglés, en lugar de Oceanía se prefiere el uso de continente australiano o simplemente Australia generándose ambigüedad entre Australia el país y el continente con el mismo nombre. En cambio el uso de Oceanía como continente, es un concepto más amplio y tradicional que se usa en gran parte del mundo, como es el caso de América Latina y de sur de Europa.
Otros términos para referirse a esta región usados por biólogos y arqueólogos son Meganesia, Australínea y Australia-Nueva Guinea. En todos estos casos la definición y límites varían según diversos criterios pudiendo ser equivalente a Sahul o incluir además partes de Oceanía como Nueva Zelanda o Polinesia. Otro término es Oceanía Cercana, usado a veces en el ámbito biogeográfico y lingüístico, el cual define la parte Oeste de Melanesia, y a veces incluye a Australia y otras islas.

## Geografía
Ocupa un área total de unos 8 560 000 km². La Mancomunidad de Australia ocupa la mayor parte del área; aquella y las islas adyacentes están conectadas por una plataforma continental poco profunda (50 m) que cubre unos 2 500 000 km². Las islas del este del archipiélago malayo a partir de la línea de Wallace, incluyendo la isla de Timor, no forman parte de Sahul sino que pertenecen a una región bisagra entre Oceanía y Asia llamada Wallacea.
Australia se caracteriza por su interior seco y llano. Al este, el centro llano está delimitado por la Great Dividing Range, que alcanza una altura de 2228 m s. n. m. con el Monte Kosciuszko. Esta cordillera se extiende hasta Victoria en el sureste. En el oeste del continente, escasamente poblado, se encuentran los Desiertos australianos, como el Desierto de Nullarbor. Estos paisajes llanos sólo se ven interrumpidos ocasionalmente por elevaciones como la MacDonnell Ranges. Un punto de referencia destacado del territorio continental australiano es el inselberg Uluṟu, al pie del cual se encuentran varios lugares sagrados  aborígenes.
A diferencia del resto del continente, Nueva Guinea alberga montañas muy accidentadas debido a la colisión con la Placa Continental Euroasiática. Una cadena montañosa de unos 200 km de ancho cruza toda la isla de oeste a este. Aquí se encuentran las montañas más altas del continente, la Puncak Jaya con 4884 m s. n. m. y el Monte Wilhelm con 4509 m s. n. m. .
Los ríos más famosos de Australia son, por ejemplo, el río Darling, el río Murray, el río Snowy y el Sepik. El interior es pobre en depósitos de agua dulce, con grandes lagos salados como el Lago Eyre dominando el paisaje. El lago Eyre también representa el punto más bajo de Australia, con -15 m s. n. m.

## Geología

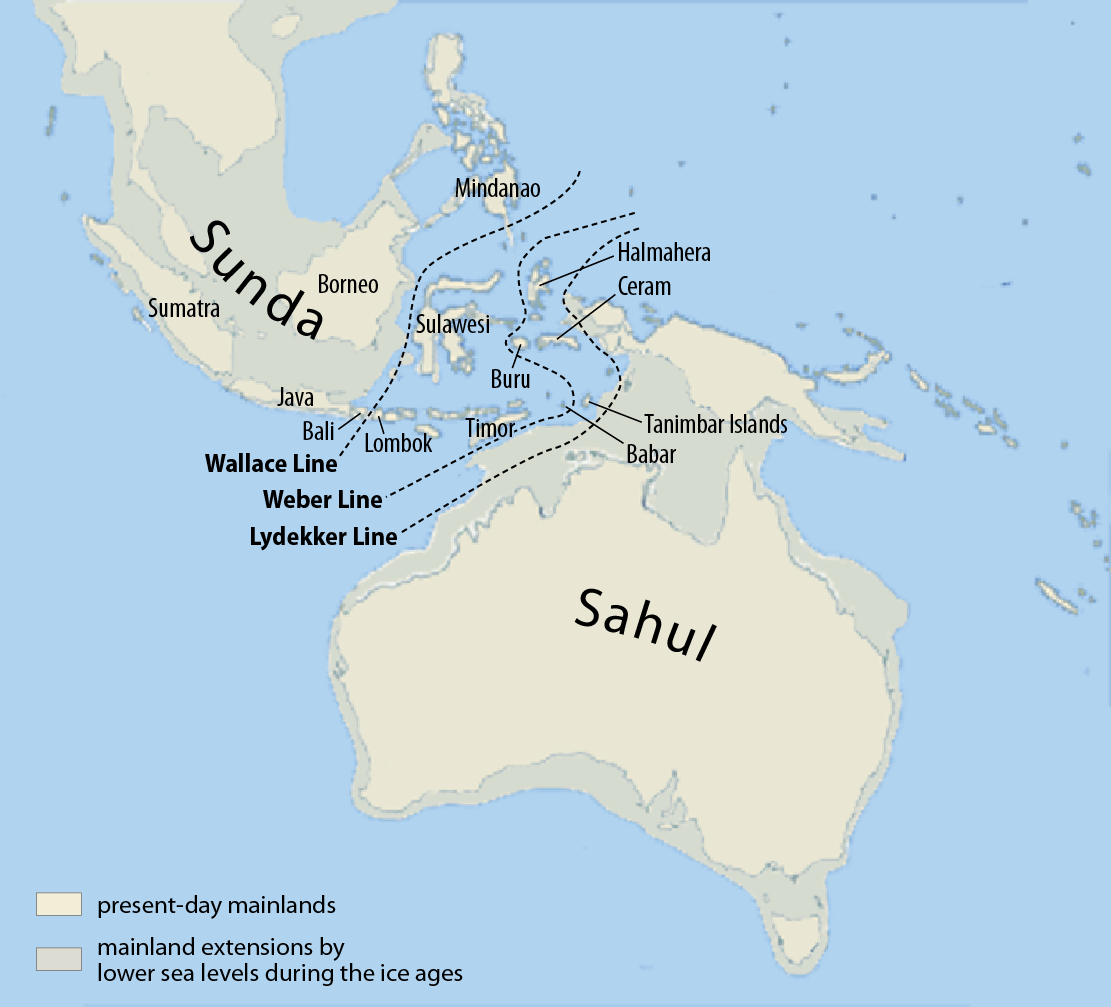
Mapa de las regiones de Sahul y Sonda y sus plataformas continentales. El área entre ellas es «Wallacea».

La plataforma continental de Sahul está apoyada principalmente en la placa Indoaustraliana. Antiguamente, estuvo unido a la Antártida y formó parte del supercontinente meridional de Gondwana hasta que la placa comenzó a separarse dirigiéndose hacia el norte.: 26  Durante la mayor parte del tiempo posterior a esta separación, Australia, Nueva Guinea y Tasmania permanecieron unidas por puentes continentales dejados al descubierto por el bajo nivel del mar, permitiendo así el paso de los animales y de los primeros hombres. Estos puentes corresponden, en la parte norte del continente, al actual mar de Arafura, al mar de Timor, al golfo de Carpentaria y al estrecho de Torres, que separan Australia de las islas de la Wallacea y de la isla de Nueva Guinea, y en el sur al estrecho de Bass que separa Australia de Tasmania. Los últimos diez mil años, al subir el nivel de los mares éstos avanzaron a través de las tierras bajas aislando el antiguo continente en una árida masa de tierra de poca altitud (Australia) y dos islas montañosas (Nueva Guinea y Tasmania).
En el Jurásico hace unos ciento ochenta millones de años, Gondwana también comenzó a dividirse gradualmente en los actuales «continentes del sur». A principios del Cretácico Superior, hace unos noventa y cinco millones de años, los bloques continentales de América del Sur, África-Arabia, Indo-Madagascar y Australo-Antártica se habían separado en gran medida. Sin embargo, las jóvenes cuencas oceánicas entre estos bloques eran todavía relativamente estrechas. Más tarde, en el Cretácico Superior, el India se separó de Madagascar, se desplazó rápidamente hacia el noreste en el Paleoceno y colisionó con Eurasia en el Eoceno hace unos 50 millones de años. Madagascar, en cambio, se mantuvo cerca de África. Aunque la primera fase de la separación del continente australiano de la Antártida comenzó en el Cretácico temprano, permaneció cerca de la Antártida hasta el Paleoceno y sólo comenzó a migrar rápidamente hacia el norte en el Eoceno. La separación de Zealandia (con Nueva Zelanda) de la Australo-Antártida ya estaba relativamente avanzada en esta época. En el Oligoceno, hace unos 25 millones de años, el continente australiano colisionó con un arco de islas del Pacífico sudoccidental, precursor de las actuales Islas Marianas y de la Dorsal de Palaos, lo que provocó el plegamiento de las montañas de Nueva Guinea. En el Mioceno, hace unos quince millones de años, el continente australiano comenzó a rozar el extremo sureste de Eurasia (es decir, el actual Sudeste Asiático), y poco a poco se formó la situación actual. Durante el Pleistoceno, Australia, Nueva Guinea y Tasmania eran una masa de tierra continua, Sahul, debido al bajo nivel global del mar. Sólo hace unos doce mil años se inundó el Estrecho de Bass, y hace ocho mil años se inundó también el Estrecho de Torres, y con él las conexiones terrestres entre Australia y Tasmania o Nueva Guinea.

## Biología
En toda el área se desarrolló una flora y fauna únicas. Los monotremas y marsupiales también existieron en otros continentes, pero solo en Australia y en Nueva Guinea se convirtieron en especies dominantes. La diversidad aviaria también floreció, en particular el orden de los paseriformes, el cual se esparció por todo el mundo y comprende más de la mitad de las especies de aves vivientes. Algunos animales como los macrópodos, los monotremas y los casuarios son endémicos de la región de Sahul.

## Antropología
A mediados del siglo XX, el antropólogo Carleton S. Coon sostuvo que hay una relación entre los aborígenes de Australia, Nueva Guinea y Tasmania. En los últimos veinte años se ha demostrado que a nivel genético, existe una antigua relación entre los aborígenes australianos y los papúes, que viene de la época de las primeras migraciones humanas en el Pleistoceno. Hay más de cuarenta yacimientos localizados en el continente Sahul datados por radiocarbono entre los cuarenta mil y los treinta mil años, momento a partir del que se cuenta con abundantes manifestaciones de arte y ornamentación personal.